# L'Hospitalet Pioners 2022
Questa voce raccoglie le informazioni riguardanti i L'Hospitalet Pioners nelle competizioni ufficiali della stagione 2022.

## Maschile

### LNFA Serie A 2022

#### Stagione regolare
| L'Hospitalet de Llobregat 15 gennaio 2022, ore 15:00 1ª giornata | L'Hospitalet Pioners | 3 – 48 referto | Badalona Dracs | Stadio de la Feixa Llarga |

| Saragozza 23 gennaio 2022, ore 12:00 2ª giornata | Zaragoza Hurricanes | 48 – 56 referto | L'Hospitalet Pioners | CDM David Cañada |

| Barberà del Vallès 5 febbraio 2022, ore 15:00 3ª giornata | Barberá Rookies | 63 – 21 referto | L'Hospitalet Pioners | Instal·lacions de Can Llobet |

| L'Hospitalet de Llobregat 12 febbraio 2022, ore 15:00 4ª giornata | L'Hospitalet Pioners | 3 – 28 referto | Mallorca Voltors | Stadio de la Feixa Llarga |

| Badalona 6 marzo 2022, ore 13:00 6ª giornata | Badalona Dracs | 54 – 14 referto | L'Hospitalet Pioners | Camp Municipal de Montigalà |

| L'Hospitalet de Llobregat 20 marzo 2022, ore 15:00 7ª giornata | L'Hospitalet Pioners | 23 – 22 referto | Zaragoza Hurricanes | Stadio de la Feixa Llarga |

| L'Hospitalet de Llobregat 27 marzo 2022, ore 15:30 8ª giornata | L'Hospitalet Pioners | 7 – 30 referto | Barberá Rookies | Stadio de la Feixa Llarga |

| Sa Vileta-Son Rapinya 10 aprile 2022, ore 12:00 9ª giornata | Mallorca Voltors | 31 – 7 referto | L'Hospitalet Pioners | Polideportivo Municipal de Son Moix |

### Statistiche di squadra
| Competizione           | %Vittorie | In casa | In casa | In casa | In casa | In casa | In casa | In trasferta | In trasferta | In trasferta | In trasferta | In trasferta | In trasferta | Totale | Totale | Totale | Totale | Totale | Totale |
| Competizione           | %Vittorie | G       | V       | N       | P       | Pf      | Ps      | G            | V            | N            | P            | Pf           | Ps           | G      | V      | N      | P      | Pf     | Ps     |
| ---------------------- | --------- | ------- | ------- | ------- | ------- | ------- | ------- | ------------ | ------------ | ------------ | ------------ | ------------ | ------------ | ------ | ------ | ------ | ------ | ------ | ------ |
| LNFA Stagione regolare | .250      | 4       | 1       | 0       | 3       | 36      | 128     | 4            | 1            | 0            | 3            | 98           | 196          | 8      | 2      | 0      | 6      | 134    | 324    |
| Totale                 | .250      | 4       | 1       | 0       | 3       | 36      | 128     | 4            | 1            | 0            | 3            | 98           | 196          | 8      | 2      | 0      | 6      | 134    | 324    |